# Jean Bobet
Jean Bobet (Saint-Méen-le-Grand, 22 de febrero de 1930-27 de julio de 2022) fue un ciclista francés que fue profesional entre 1949 y 1959, consiguiendo 16 victorias, entre las que destaca la París-Niza de 1955 y tres campeonatos universitarios.
Una vez retirado del ciclismo en activo se dedicó al periodismo deportivo. También ha escrito dos libros sobre el mundo del ciclismo.
Fue el hermano menor del también ciclista Louison Bobet, triple vencedor del Tour de Francia y Campeón del Mundo en 1954.

## Palmarés
- 1949
  - Campeón del mundo universitario
  - Campeón del mundo de persecución por equipos universitarios
- 1950
  - Campeón del mundo universitario
- 1951
  - Tour del Orne
  - Lannion-Rennes
  - Circuito del Valle del Loira
  - Vencedor de una etapa del Premio del Eclaireur
- 1953
  - Circuito de Morbihan
  - Gran Premio de Europa
- 1955
  - París-Niza y vencedor de una etapa
- 1956
  - Génova-Niza

## Resultados

### Grandes Vueltas
| Carrera | Carrera         | 1949 | 1950 | 1951 | 1952 | 1953 | 1954 | 1955 | 1956 | 1957 | 1958 | 1959 |
| ------- | --------------- | ---- | ---- | ---- | ---- | ---- | ---- | ---- | ---- | ---- | ---- | ---- |
|         | Giro de Italia  | —    | —    | —    | —    | Ab.  | —    | —    | —    | 25.º | Ab.  | —    |
|         | Tour de Francia | —    | —    | —    | —    | —    | —    | 14.º | —    | 15.º | —    | —    |
|         | Vuelta a España | —    | —    | —    | —    | —    | —    | —    | Ab.  | —    | —    | —    |